# قمبود إسيجي
قمبود إسيجي (الاسم العلمي: Campodea essigi) هو نوع من الحيوانات يتبع جنس القمبود من فصيلة القمابيد.